# Heligmonevra russea
Heligmonevra russea là một loài ruồi trong họ Asilidae. Heligmonevra russea được Martin miêu tả năm 1964. Loài này phân bố ở vùng nhiệt đới châu Phi.